# Amblyaspis kaszabi
Amblyaspis kaszabi är en stekelart som beskrevs av Peter Neerup Buhl 2004. Amblyaspis kaszabi ingår i släktet Amblyaspis och familjen gallmyggesteklar. Inga underarter finns listade i Catalogue of Life.